# Chair de poule (série télévisée, 2023)
Pour les articles homonymes, voir Chair de poule (homonymie).
Chair de poule (Goosebumps) est une série télévisée américaine d'anthologie développée par Rob Letterman et Nicholas Stoller, et diffusée depuis le 13 octobre 2023 simultanément sur les services Hulu et Disney+, incluant les pays francophones.
Basée sur la série littéraire du même titre créée par R. L. Stine, il s'agit de la seconde adaptation de la série à la télévision après la série télévisée de 1995. Elle est co-produite par Original Film et Sony Pictures, qui ont également produits les deux adaptations cinématographiques, dont le premier volet a été réalisé par Letterman.

## Synopsis

### Saison 1:Chair de Poule
Après avoir accidentellement libéré des forces surnaturelles, cinq adolescents doivent réussir à travailler ensemble (malgré leurs rivalités et leurs histoires passées) afin de les capturer, ce qui les mènera à la découverte de secrets gardés par leurs parents sur leur adolescence,.

### Saison 2:Disparitions
Deux adolescents, frère et sœur, découvrent une menace déclenchant une chaîne d’événements qui dévoilent un profond mystère. Alors qu’ils plongent dans l’inconnu, le duo se retrouvent mêlé à l’histoire effrayante de quatre adolescents mystérieusement disparus en 1994.

## Distribution

### Saison 1

#### Acteurs principaux
- Zack Morris (VF : Geoffrey Loval) : Isaiah Howard
- Isa Briones (VF : Kelly Marot) : Margot Stokes
- Miles McKenna (VF : Oscar Douieb) : James Cutler
- Ana Yi Puig (en) (VF : Lisa Caruso) : Isabella Chen Lopez
- Will Price (VF : Clément Moreau) : Lucas Parker
- Rachael Harris (VF : Nathalie Homs) : Nora Parker
- Justin Long (VF : Taric Mehani) : M. Nathan Bratt

#### Acteurs récurrents
- Rob Huebel (en) (VF : Laurent Morteau) : Colin Stokes
- Leonard Roberts (VF : Frantz Confiac) : Ben Howard
- Ben Cockell (VF : Benjamin Bollen) : Harold Biddle
- Rhinnan Payne (VF : Mélissa Berard) : Allison
- Françoise Yip (VF : Marie Giraudon) : Victoria
- Chris Geere (VF : Guillaume Lebon) : Kanduu / Slappy, la marionnette (en) (voix)
- Laura Mennell (VF : Anne Tilloy) : Eliza
- Lexa Doig (VF : Natacha Muller) : Sarah

#### Invités
- Eddie Jemison : Ephraim Bratt, l'arrière-grand-père d'Harold
- Jonathan Silverman (VF : Antoine Nouel) : Perry Biddle, le père d'Harold
- Gillian Vigman (VF : Gaëlle Savary) : Georgia Biddle, la mère d'Harold

 Source et légende : version française (VF) sur RS Doublage

### Saison 2:Disparitions

#### Acteurs principaux
- David Schwimmer (VF : Guillaume Lebon) : Anthony Brewer, ancien professeur de botanique
- Ana Ortiz (VF : Hélène Bizot) : Jen
  - Isabella Ferreira (VF : Érine Serrano) : Jen, adolescente
- Sam McCarthy (en) (VF : Julien Crampon) : Devin Brewer
- Jayden Bartels (en) (VF : Clara Quilichini) : Cecilia « Cece » Brewer
- Elijah M. Cooper (VF : Jhos Lican) : CJ
- Galilea La Salvia (VF : Rebecca Benhamour) : Frankie
- Francesca Noel (VF : Kaïna Blada) : Alex

#### Acteurs récurrents
- Stony Blyden (VF : Stevie Tomi) : Trey Jiminez, petit-ami de Frankie
- Sakina Jaffrey (VF : Cathy Cerdà) : Dr Ramona Pamani
  - Sahana Srinivasan (VF : Adeline Chetail) : Ramona, jeune
- Arjun Athalye (VF : Tom Berguig) : Sameer
- Eloise Payet (VF : Alexia Papineschi) : Hannah Parker
- Christopher Paul Richards (VF : Jean-Stan Du Pac) : Matty Brewer
- Kyra Tantao (VF : Mélissa Berard) : Nicole

#### Invités
- Sendhil Ramamurthy (VF : Benjamin Pascal) : Dr Avi Pamani
- Barbara Walsh (en) (VF : Pauline Larrieu) : Naomi Brewer

## Production

### Développement
Le 28 avril 2020, il est annoncé qu'une série télévisée en prise de vue réelle est en préparation par Scholastic Entertainment, Sony Pictures Television et la société de production de Neal H. Moritz, Original Film, qui a produit le film de 2015 et sa suite. En mars 2021, R.L. Stine déclare que la série a trouvé un producteur et un réalisateur. Le 4 février 2022, il est signalé que Disney+ a choisi la série, lui donnant une commande de dix épisodes. Rob Letterman reviendra du film de 2015 pour réaliser le pilote, tandis que lui et Nicholas Stoller écriront et produiront la série de manière exécutive. En octobre, Justin Long, Ana Yi Puig, Miles McKenna, Will Price, Zack Morris, Isa Briones et Rachael Harris sont choisis pour jouer dans la série. La production commence le 18 octobre 2022 à Vancouver, et se poursuit jusqu'au 31 mars 2023. Le premier teaser est dévoilé le 15 septembre 2023. Le 21 Mars 2024, Disney + annonce officiellement le renouvellement de la série pour une deuxième saison avec un tout nouveau casting dont l’acteur de Friends interprète de Ross Geller, David Schwimmer. 
Le tournage a lieu à Ditmas Park, Brooklyn. 
Un court teaser est révélé le 20 octobre 2024 ainsi qu’un poster de la série, le lendemain, le 21 Octobre, Disney + poste un Trailer  nettement plus long (2 minutes).

## Épisodes

### Saison 1:Chair de Poule
1. Dites « cheese » (Say Cheese and Die!)
2. Le Masque hanté (The Haunted Mask)
3. Le Coucou de l'enfer (The Cuckoo Clock of Doom)
4. Bon appétit (Go Eat Worms)
5. Lecteur, méfie-toi (Reader Beware)
6. La nuit du pantin-vivant (Night of the Living Dummy)
7. À s’en donner la chair de poule (Give Yourself Goosebumps)
8. N’aie pas peur Nora (You Can't Scare Me)
9. La nuit de la résurrection (Night of the Living Dummy Part 2)
10. Bienvenue au Pays des Horreurs (Welcome to Horrorland)

### Saison 2:Disparitions
1. N’allez pas au sous-sol, 1er partie (Stay Out of the Basement, Part I)
2. N’allez pas au sous-sol, 2e partie (Stay Out of the Basement, Part II)
3. La Voiture hantée (The Haunted Car)
4. Sang de monstre (Monster Blood)
5. Le Garçon qui criait au monstre (The Boy Who Cried Monster)
6. La Fille d’à côté (The Girl Next Door)
7. Bienvenue à la Colo du cauchemar (Welcome to Camp Nightmare)
8. L’invasion des profanateurs de sous-sol (Invasion of the Body Squeezers)